# Kathleen Donohue
Kathleen Donohue (nacida en 1963) es una bióloga estadounidense que se desempeña como profesora de la Universidad Duke. Investiga cómo se produce la adaptación sobre una base genética y recibió una beca Guggenheim en 2013 por su trabajo.

## Biografía

### Primeros años
Asistió a la Universidad Stanford y se graduó en 1985 con dos títulos de licenciatura. Luego asistió a la Universidad de Chicago para obtener su maestría (1988) y su doctorado (1993). Su asesora de doctorado fue Ellen Simms y su tesis se tituló "La evolución de la dispersión de semillas en Cakile edentula var. Lacustis".

### Carrera
Al principio de su carrera, fue miembro del cuerpo docente de la Universidad de Kentucky y la Universidad de Harvard. En 2008 fue contratada en la Universidad Duke como profesora asociada. Fue nombrada profesora titular en 2012. Investiga cómo se produce la adaptación sobre una base genética, incluida la plasticidad fenotípica, el efecto materno, la epigenética, la construcción de nichos, la dispersión biológica y la selección natural a múltiples escalas. De 2017 a 2020 fue directora del programa de ecología de Duke.

### Premios y honores
En 2013 recibió una beca Guggenheim en la división de ciencias vegetales. Fue miembro electa de la Asociación Estadounidense para el Avance de la Ciencia en 2012 y del Instituto Nacional de Síntesis Matemática y Biológica en 2013. En 2015 se desempeñó como presidenta de la Sociedad Estadounidense de Naturalistas.

## Publicaciones seleccionadas
- Donohue, Kathleen; Rubio De Casas, Rafael; Burghardt, Liana; Kovach, Katherine; Willis, Charles G. (2010). «Germination, Postgermination Adaptation, and Species Ecological Ranges». Annual Review of Ecology, Evolution, and Systematics 41: 293-319. doi:10.1146/annurev-ecolsys-102209-144715.
- Donohue, Kathleen (2009). «Completing the cycle: Maternal effects as the missing link in plant life histories». Philosophical Transactions of the Royal Society B: Biological Sciences 364 (1520): 1059-1074. PMC 2666684. PMID 19324611. doi:10.1098/rstb.2008.0291.
- Donohue, Kathleen; Dorn, Lisa; Griffith, Converse; Kim, Eunsuk; Aguilera, Anna; Polisetty, Chandra R.; Schmitt, Johanna (2005). «The Evolutionary Ecology of Seed Germination of Arabidopsis Thaliana: Variable Natural Selection on Germination Timing». Evolution 59 (4): 758-770. PMID 15926687. doi:10.1111/j.0014-3820.2005.tb01751.x.